# Constitución de la República Democrática del Congo
La Constitución de la República Democrática del Congo es la norma jurídica suprema  que rige a la República Democrática del Congo. La Constitución de este Estado ha sido cambiada o reemplazada varias veces desde su promulgación por primera vez en 1960.

## Constitución actual
La República Democrática del Congo está ahora bajo el régimen de la Constitución que fue aprobada en un referéndum con el pueblo congoleño y promulgada el 18 de febrero de 2006 por el presidente Joseph Kabila. Es la sexta Constitución de la República Democrática del Congo desde 1960.

### Disposiciones generales
Las nuevas subdivisiones políticas fueron llevadas por esta Constitución. El país está dividido en 25 provincias y la capital Kinsasa, esta división debe estar echa 36 meses después de la instalación oficial del Presidente electo, que se produjo el 6 de diciembre de 2006. El lema del país también viene en la constitución: 

### Pluralismo político
Crear y pertenecer a un partido político es un derecho civil y político de todos los congoleños. Los partidos políticos deben obedecer la ley de partidos políticos, respetar el orden público y operar según los "buenos modos". Los partidos reciben subsidios del gobierno para sus campañas electorales. Tener un sistema de un partido es expresamente inconstitucional.

### Nacionalidad y ciudadanía
La ciudadanía congoleña es exclusiva. Por lo tanto es imposible en teoría tener doble nacionalidad. Cualquier persona perteneciente a una etnia que viva en el actual territorio del Congo es un ciudadano congoleño.
Cualquier ciudadano congoleño que no haya perdido sus derechos políticos, en virtud de una decisión judicial, o en virtud de la ley, es un ciudadano congoleño.

### Derechos y deberes
Los derechos Civiles, políticos, económicos, sociales, culturales y colectivos, así como los deberes de todos los ciudadanos congoleños, se definen en el artículo II de la constitución en el apartado de derechos y deberes. El artículo II establece también que la ignorancia de la ley no es una defensa válida en la corte, o en cualquier lugar.
La nueva Constitución limita el matrimonio, en el artículo 40, como el derecho a "casarse con una persona del sexo opuesto de su elección y crear una familia", por lo tanto, prohíbe el matrimonio homosexual.

## Enmiendas
En enero de 2011, se revisó la Constitución y se decidió modificar 229 de sus artículos. Algunos artículos cambiados: 
- Artículo 71: el presidente de la República es elegido por mayoría simple y no con la mayoría absoluta, en una primera elección o en otra segunda vuelta electoral.
- Artículo 110: Un mandato parlamentario es obtenido cuando una función política incompatible llega a su fin.
- Artículo 126: Todavía no se han modificado pero están en proceso
- Artículo 149: Todavía no se han modificado pero están en proceso
- Artículos 197 y 198: Todavía no se han modificado pero están en proceso
- Artículo 218: el presidente de la República podrá convocar al pueblo en un referéndum.
- Artículo 226: La transición de 11 provincias a 26 provincias se determinará por una ley, y no se ha fijado ningún límite de tiempo en la Constitución.